# Миржик
Миржи́к (каз. Мыржық) — село у складі Каркаралінського району Карагандинської області Казахстану. Входить до складу Абайського сільського округу.
Населення — 26 осіб (2021; 85 у 2009, 180 у 1999, 236 у 1989).
Національний склад станом на 1989 рік:
- казахи — 100 %.

У радянські часи село називалось також Муржик.